# Acanthodactylus gongrorhynchatus
Acanthodactylus gongrorhynchatus este o specie de șopârle din genul Acanthodactylus, familia Lacertidae, ordinul Squamata, descrisă de Alan E. Leviton și Anderson 1967. Conform Catalogue of Life specia Acanthodactylus gongrorhynchatus nu are subspecii cunoscute.